# ガズリ
ガズリ (ラテン文字:Gazli、ウズベク語: Gazli / Газли、ロシア語: Газли) はウズベキスタン・ブハラ州の都市である。州都のブハラからは西北西に約100kmの位置にある。2012年の人口は12,681人となっている。

## 概要
1958年に都市として設立された。街の付近には天然ガスのガス田がありこの採掘が主な産業となっているが、近年資源の枯渇が進んでいる。また、地震の多い街でもあり、1976年から1984年にかけてマグニチュード7以上の地震が3回起きている。

## 交通
アジアハイウェイのA380が街を通過している。